# 崔寶非
淑媛崔氏（？-？），朝鲜王朝廢主燕山君的後宮嫔御，本名崔宝非。
崔宝非原是生員黃允獻的妾，容质纤丽，善伽倻琴，后被具壽永所納。燕山君立即临幸她，非常寵愛，封爲淑媛。崔宝非色藝俱絶，後宮無出其右，但性情凶狠固执，不喜言笑。 燕山君每次进入聚紅院， 酣歌戲舞， 唯独崔寶非整肃仪容。燕山君认为她思戀舊夫, 于是欲殺黄允獻。
中宗反正后，淑容张绿水、淑容田非、淑媛金贵非、淑媛崔宝非、淑华金白犬等纵容其家人以势欺民的后宫嫔御的家人均被籍没